# Charles de Chambrun (Politiker, 1930)

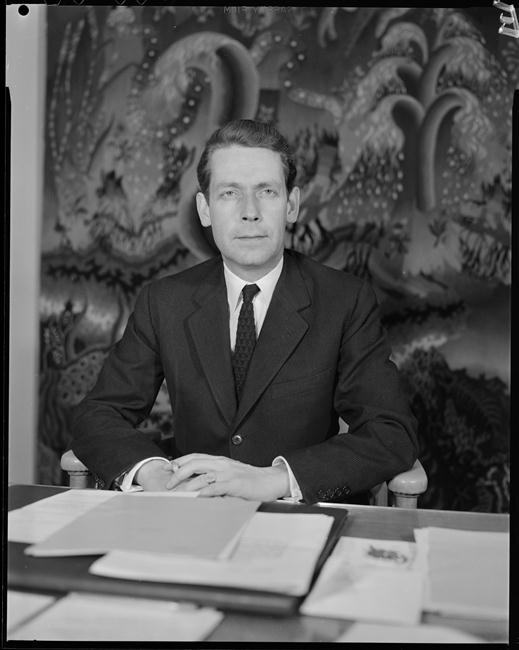
Charles de Chambrun (1966)

Charles Pineton de Chambrun (* 16. Juni 1930 in Paris; † 21. Oktober 2010 in Tunis) war ein französischer Politiker, der unter anderem zwischen 1962 und 1966 sowie erneut von 1967 bis 1973 Mitglied der Nationalversammlung war. Im Kabinett Pompidou III bekleidete er zwischen 1966 und 1967 das Amt als Staatssekretär für Außenhandel im Finanz- und Wirtschaftsministerium. Er war von 1986 bis 1988 noch einmal Mitglied der Nationalversammlung, in der er nunmehr die Front National FN vertrat.

## Leben
Charles Pineton de Chambrun stammte aus der Familie Pineton de Chambrun, die seit 1491 zum Adel gehört, und stammte von Marie-Joseph Motier, Marquis de La Fayette (1757–1834) ab. Sein Großvater war der Politiker Pierre de Chambrun (1865–1954), der unter anderem von 1898 bis 1933 Mitglied der Abgeordnetenkammer sowie zwischen 1933 und 1941 Mitglied des Senats war. Sein Onkel Gilbert de Chambrun (1909–2009) war Résistance-Kämpfer, Diplomat sowie von 1945 bis 1955 ebenfalls Mitglied der Nationalversammlung. Nach dem Tode seines Großvaters übernahm er 1954 das Amt als Bürgermeister der Gemeinde Montrodat.
Bei den Parlamentswahlen im November 1962 wurde er für die Union für die Neue Republik UNR-UDT (Union pour la Nouvelle République) im Département Lozère erstmals zum Mitglied der Mitglied der Nationalversammlung (Assemblée nationale) gewählt und gehörte dieser zunächst bis zum 8. Februar 1966 an. Am 8. Januar 1966 trat er als Staatssekretär für Außenhandel im Finanz- und Wirtschaftsministerium (Secrétaire d'État au Commerce extérieur, Ministre de l’Économie et des Finances ) in das Kabinett Pompidou III. Allerdings behielt er dieses Amt nur etwas mehr als ein Jahr bis zum 1. April 1967. Am 3. April 1967 wurde er bei der Parlamentswahl für das Département Lozère erneut Mitglied der Nationalversammlung und vertrat zunächst die Demokratische Union für die Fünfte Republik UDR (Union démocratique pour la V° République) sowie im Anschluss nach seiner Wiederwahl bei der Parlamentswahl vom 31. Juli 1968 bis zum 1. April 1973 die Demokratische Union für die Republik UDR (Union des démocrates pour la République).
In den 1980er Jahren trat de Chambrun der 1972 von Jean-Marie Le Pen gegründeten rechtsextremistischen Nationalen Front FN (Front National) bei und wurde für diese bei der Parlamentswahl am 16. März 1986 im Département Gard abermals zum Mitglied der Nationalversammlung gewählt, der er vom 2. April 1986 bis zum 14. Mai 1988 angehörte. Bei den Kommunalwahlen 1989 wurde er zum Bürgermeister von Saint-Gilles-du-Gard gewählt und bekleidete dieses Amt bis 1992. Er war damit der einzige FN-Bürgermeister einer Stadt mit mehr als 10.000 Einwohnern. Darüber hinaus war er neben Jean-Claude Martinez für die Front National auch Mitglied des Regionalrates (Conseil régional) Languedoc-Roussillon.